# Collenbach’sches Gut

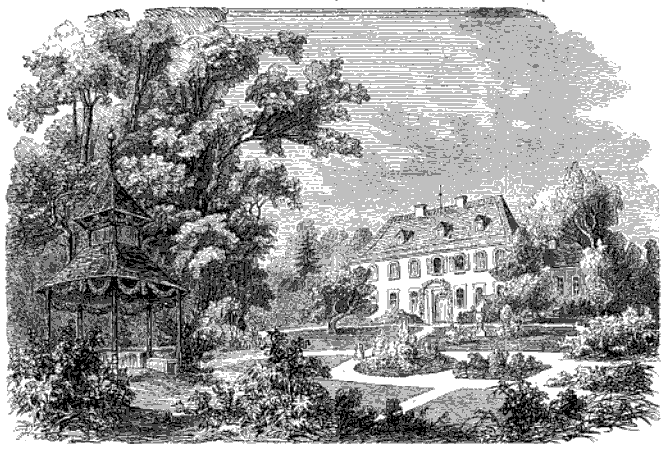
Collenbach’sches Gut, Illustration aus der Illustrirten Zeitung, 1858

Das Collenbach’sche Gut, auch Gut Kamp genannt, war ein zweigeschossiges Gutshaus an der Nordstraße in Düsseldorf-Pempelfort. In den 1830er Jahren traf sich dort der Künstler- und Gelehrtenkreis des Dichters Karl Immermann und seiner Gefährtin Elisa von Ahlefeldt.

## Geschichte
Das Collenbach’sche Gut war ein Landsitz, der an der Stelle eines Leprosenhauses des 17. Jahrhunderts entstanden war. Bis 1830 befand sich das Haus im Besitz des Freiherrn Franz Gabriel Cornelius von Collenbach (1740–1830), eines Regierungsrates, später Hofkammerdirektors der kurpfälzischen Regierung in Düsseldorf, der 1764 Maria Theresia von Clotz zu Streithagen geheiratet hatte. Neben dem Düsseldorfer Stadthaus Ritterstraße 36 bewohnte das Paar das Landhaus am 27. Juli 1783, als ein Unwetter niederging. Dabei traf ein Blitz die am Fenster stehende Gattin des Freiherrn. Ein Bericht des Elektrizitätsforschers Johann Conrad Gütle fasste diesen Vorfall wie folgt zusammen:

„Im Jahr 1783 den 23. July, traf der Bliz das nahe bei Düsseldorf gelegene Landhaus des Herrn von Collenbach, als seine Frau Gemahlin eben am Fenster stand, und auf die Erde hinunter sahe. Der Bliz fuhr nach vielen Verwüstungen des obern Theils des Hauses auf dieses Fenster hinunter, und stürzte sich von dessen eisernen Stangen auf die Haube der gedachten Freifrau, welche mit Draht ausgesteift, und mit vielen Nadeln besteckt war. Er fuhr von einem dieser Metallstücke zum andern, gleitete endlich von der Haarnadel, womit die Haube fest gesteckt war, auf den Kopf selbst, verbrannte da Haut und Haar, fuhr über den Hals, auf dem es das Brandmahl eines Dornastes mit 5 Zweigen auf jeder Seite hinterließ, und durch den Busen nach der Sakuhr herunter, welche auf der seidenen Schürze frei herab hieng. Um von der Haut auf diese Uhr zu kommen, schlug er da, wo sie hieng, Hemd, Unterkleid, Rok und Schürze durch. Die Freifrau wurde durch diesen Schlag vor den Augen ihres Gemahls, der nicht weit von ihr stand, aber nichts empfand, 4 Schuhe weit ins Zimmer geschleudert und lag für todt da, bis sie nach geraumer Zeit wieder zu sich kam.“

Das Ereignis diente dem kurpfälzischen Meteorologen und Erfinder Johann Jakob Hemmer 1789 dazu, Verhaltensregeln für Personen in Gebäuden ohne Blitzableiter zu entwickeln.
Nach dem Tod des Freiherrn von Collenbach, im November 1830, wurde das Anwesen von dessen Erben verkauft.

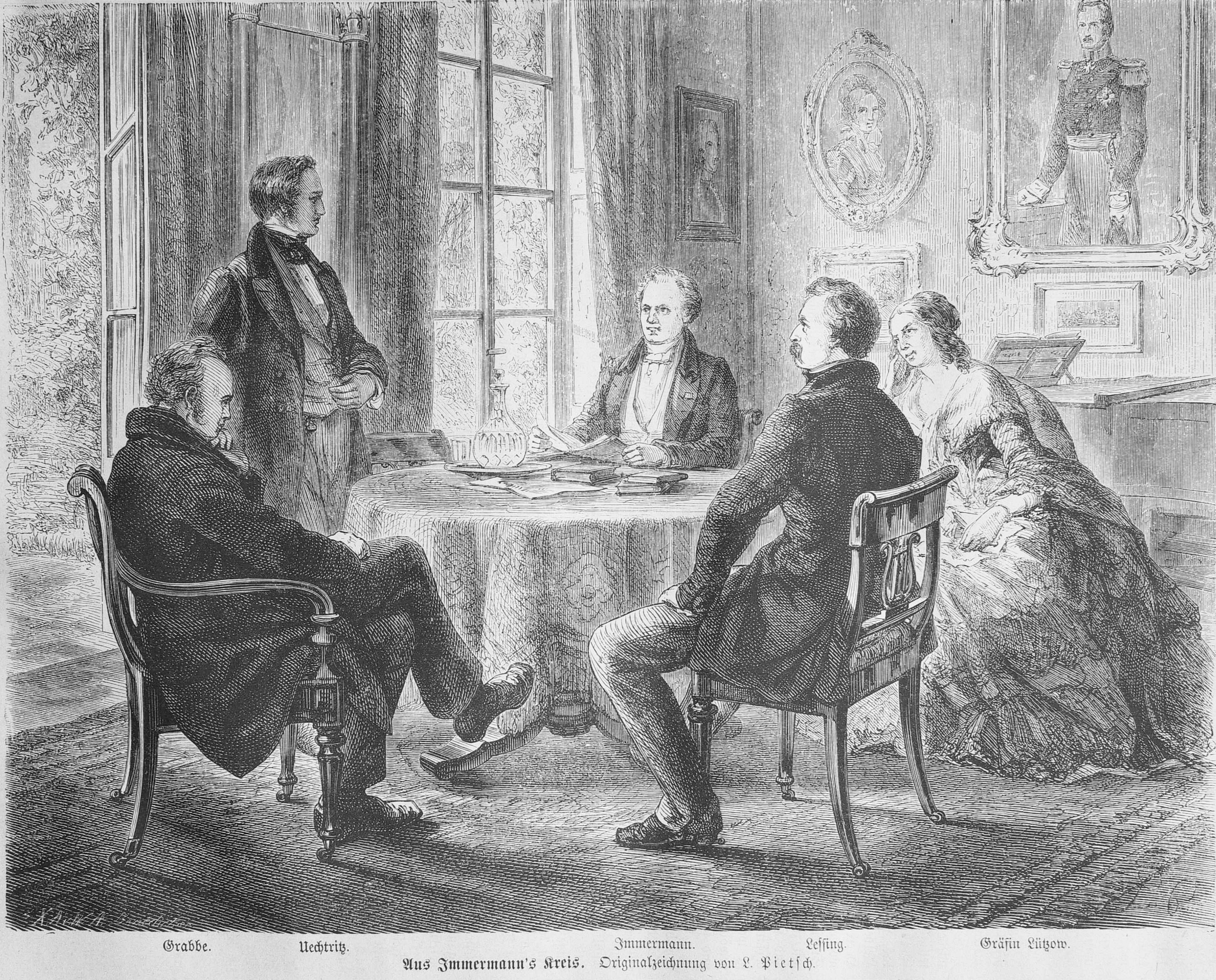
Ludwig Pietsch: Aus Immermann’s Kreis. Illustration in der Zeitschrift Die Gartenlaube, 1868 – Darstellung des Immermann’schen Gesellschaftskreises mit dem Dramatiker Christian Dietrich Grabbe, dem Dichterjuristen Friedrich von Uechtritz und dem Maler Carl Friedrich Lessing im Pempelforter Salon der Literatin Elisa von Ahlefeldt, die mit Immermann seit Jahren eine Liebesbeziehung und Hausgemeinschaft pflegte

Als Mieter zogen im Mai 1831 dort der Landgerichtsrat und Dramatiker Karl Immermann und dessen Gefährtin Elisa von Ahlefeldt ein, die „hinter dem Napoleonsberge“ zuvor eine kleine Wohnung gemeinsam bewohnt hatten. Nach und nach entwickelte sich das Landhaus, das über einen gepflegten, von der Schriftstellerin Ludmilla Assing romantisch beschriebenen englischen Garten verfügte, zu einem Künstler- und Gelehrtentreffpunkt. Als Gäste im Salon von Immermann und seiner Muse sind unter anderem die Maler Wilhelm von Schadow, Carl Friedrich Lessing, Theodor Hildebrandt, Karl Ferdinand Sohn, Heinrich Mücke, Eduard Steinbrück, Adolph Schroedter und Johann Wilhelm Schirmer, der Bildhauer Christian Friedrich Tieck, die Komponisten Julius Rietz, Norbert Burgmüller und Felix Mendelssohn Bartholdy, der Dramatiker Michael Beer, der Theologe Hermann Altgelt, die Juristen Christian Dietrich Grabbe, Karl Schnaase, Friedrich von Uechtritz und Heinrich Ferdinand Philipp von Sybel sowie die Schriftstellerin Elisabeth Grube überliefert. Im kreativen Milieu des Collenbach’schen Guts entstanden Impulse für die Errichtung der Immermann’schen Musterbühne und für bedeutende literarische Werke des 19. Jahrhunderts, etwa Merlin (1832), Die Epigonen (1836) und Münchhausen (1838–1839).
Als sich herausstellte, dass Immermann eine andere Frau, Marianne Niemeyer (1819–1886), heiraten werde, verließ Elisa von Ahlefeldt in Begleitung ihrer Freundin Johanna Dieffenbach das Collenbach’sche Gut am 14. August 1839. Im September desselben Jahren verließ auch Immermann das Haus. Mit seiner Gemahlin Marianne bezog er im Oktober 1839 eine Stadtwohnung in Düsseldorf, wo er am 25. August 1840 starb.
1863 war der Gartenarchitekt Heinrich Grube, ein Schüler von Peter Joseph Lenné, Bewohner des Hauses. Bald danach diente das Collenbach’sche Gut unter der Bezeichnung „Marthastift“ der Inneren Mission als „Mägde-Bildungsschule und Mägdeherberge“. Als solches erhielt das Gebäude 1865 einen Anbau. 1899 errichtete die evangelische Kirchengemeinde dort einen Predigtsaal. 1903 wurde das Landhaus abgerissen. Durch Fluchtlinienpläne erfolgte seit den letzten Jahrzehnten des 19. Jahrhunderts eine städtebauliche Überplanung des Standorts und die Anlage der Collenbachstraße, der Pfalzstraße und der Klever Straße. Auf dem benachbarten Eckgrundstück zur Klever Straße entstand auf einem Grundstück, das der Kirchmeister August Hülstrung 1901 der evangelischen Kirchengemeinde geschenkt hatte, die Kreuzkirche. An der Stelle des Collenbach’schen Gutes ließ die Kirchengemeinde in den Jahren 1929/1930 das Gemeindehaus der Kreuzkirche errichten.